# گرایمرات (برنکاستل-ویتلیش)
گرایمرات (به آلمانی: Greimerath) یک شهر در آلمان است که در برنکاستل-ویتلیش واقع شده‌است.